# Мила Керанова
Мила Керанова е българска актриса и преводачка.

## Биография
Родена е през 1891 г. в Брезник. През 1913 г. завършва семестриално Филологическия факултет на Софийския университет. Играе на сцената на Видинския театър, а през 1925 – 1926 г. е актриса в Народния театър. Изявява се и като преводачка. Умира през 1969 г.
Съпруга е на поета Гео Милев. Нейни дъщери са поетесата Леда Милева и политичката Бистра Аврамова.
Личният ѝ архив се съхранява във фонд 457 в Централен държавен архив. Той се състои от 83 архивни единици от периода 1885 – 1968 г.